# 中島將典
中島將典 （なかじま まさのり、1964年4月15日 - ）は、日本の実業家。株式会社フォーバル代表取締役社長、元株式会社フォーバルテレコム代表取締役社長。

## 人物・経歴
1964年4月福岡県生まれ。1987年3月千葉商科大学商経学部卒業。同年4月新日本工販株式会社(現 株式会社フォーバル）入社。1995年4月OA営業本部長、同年6月取締役OA営業本部長、1998年常務取締役OA営業本部長、2002年株式会社フォーバルテレコム代表取締役社長、2005年株式会社フォーバル取締役上席副社長、2007年代表取締役副社長、2008年代表取締役副社長兼事業推進本部長、2010年代表取締役社長就任。